# Referendo constitucional em São Vicente e Granadinas em 2009
O referendo constitucional são-vicentino de 2009 foi realizado em 25 de novembro.